# Helanca
Helanca é um fio de filamentos de poliamida com textura altamente elástica. É fabricado usando um processo desenvolvido em 1931 por Rudolph H. Kägi, americano de nome suíço, e foi originalmente aplicado a fibras de viscose (raiom). A empresa suíça Heberlein & Co adquiriu os direitos de Kägi para o processo, que havia patenteado e desenvolvido para a produção. A Helanca é produzida na Suíça desde 1932.  

## Links da Web
- Helanca em deutsches-strumpfmuseum.de
- Inside Heberlein history